# توماس دومينغيز أريفالو
كان توماس دومينغيز أريفالو، كونت روديزنو السادس، ومركيز سان مارتن الثاني عشر، (1882-1952) سياسيًا إسبانيًا كارليًا وفرانكويًا. يُعرف غالبًا بأنه أول وزير عدل فرانكوي (1939-1938) (خلال فترة حكم فرانسيسكو فرانكو). اعتُرِف به أيضًا لدوره الرئيسي في التفاوض على الوصول الكارلي إلى انقلاب يوليو 1936 وفي ظهور الكارلية-الفرانكوية، وهي فرع من الكارلية عمل بنشاط مع نظام إسبانيا الفرانكوية.

## الدكتاتورية

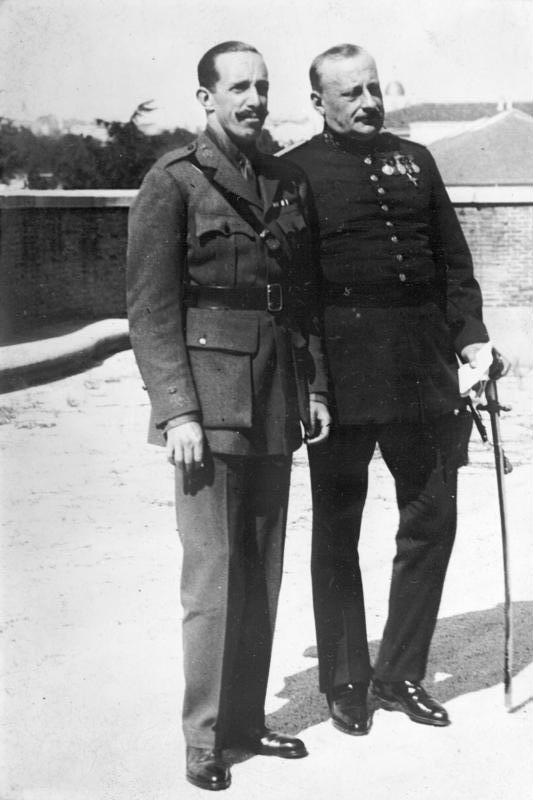
بريمو دي ريفيرا وملك إسبانيا

أدى ظهور دكتاتورية بريمو دي ريفيرا إلى تعليق مسيرة روديزنو (دومينغيز) البرلمانية. تخلى روديزنو عن السياسة بعد أن فقد تفويضه في مجلس الشيوخ، ولم يُدرج على أنه نشط في أي من المؤسسات البدائية، سواء كانت مؤسسة سوماتين أو الاتحاد الوطني الإسباني أو أي منظمة أخرى. لم ينسحب من الحياة الاجتماعية، فشارك في العديد من الأنشطة المسيحية، وساهم في المبادرات الثقافية، وظل منخرطًا في هياكل الكارلية، وواصل حياته المهنية كمؤلف ومؤرخ، وكرس أيضًا وقته للعائلة والأعمال.
كان روديزنو عضوًا في الطبقة الأرستقراطية الكاثوليكية، وكان نشطًا في منظمة فرسان مالطة (نظام السيادة العسكري لفرسان مستشفى القديس يوحنا الأورشليمي من رودس ومالطة)، وظل على علاقة جيدة مع نظام الحكم الإسباني والسفير البابوي. بنى علاقة جيدة بشكل خاص مع بيدرو سيغورا، إذ رحب بالأسقف الجديد في قصرش، واستقبله بعد 6 سنوات كرئيس أساقفة جديد لمقاطعة برغش خلال احتفالات التكريم في نفس المدينة، وشارك في احتفالات طليطلة بعد صعود سيغورا إلى أسقفية جزيرة الأندلس في عام 1928. تمسك روديزنو عمليًا بموهبة سيغورا في العمل الاجتماعي، فشارك في تنظيم العمل الاجتماعي الأبرشي في قصرش، وألقى محاضرات خلال مبادرات مختلفة مثل الأسبوع الاجتماعي، التي نظمتها مجموعة العمل الكاثوليكي.
تأثرت أنشطة روديزنو الثقافية بقوة بالكارلية. نظم احتفالات الذكرى السنوية لقدامى المحاربين في الحرب الكارلية الثالثة في بنبلونة، وشارك في سان سباستيان في أعمال جمعية دراسات الباسك عند إعداد «معرض الحروب الأهلية» للقرن التاسع عشر، وشارك في مدريد في تنظيم جمع التبرعات، وتبرع بنفسه بمبالغ كبيرة لبناء نصب فاسكيز دي ميلا التذكاري المخطط له. اشتهر أيضًا بجهوده التاريخية، ونشر في عام 1928 كتاب أميرة بيرا وأبناء دي. كارلوس، وكتاب كارلوس السابع، دوق مدريد في عام 1929، وهو عبارة عن دراسات مكرسة للشخصيات الكارلية الأسطورية، وذلك عدا عن الكتب غير المنشورة. نوقش كلا الكتابين على نطاق واسع في الصفحات الأدبية من الصحافة الإسبانية في ذلك الوقت. يقتبس الباحثون المعاصرون من الكتابين ويشيرون إليهما، وذلك على الرغم من اتباعهما النهج الشخصي للمؤلف.
امتلك روديزنو وزوجته أراضٍ في جميع أنحاء إسبانيا، فورث أرضًا في نبرّة عن والدته، وأرضًا في إكستريمادورا بعد زواجه من زوجته، وورث واحدة عن أبيه في الأندلس. يشير إليه بعض المؤلفين على أنه «مالك أراضِ كبير»، أو «مالك الأراضي بالقوة» أو «مالك أراضٍ بارز»، وهي حالة نموذجية للعلاقة بين ملكية الأرض والسلطة، وذلك على الرغم من أن الحجم الدقيق لممتلكاته غير واضح وربما لم يتجاوز 500 هكتار مجتمعة. كان رئيس الاتحاد الزراعي الكاثوليكي في نبرّة، والمؤسس المشارك لرابطة ملاك الأراضي في نبرّة، وعضو في جمعية مالكي بلوط الفلين. أجرى محادثات مع وزراء مختلفين نيابة عن بعض مجموعات الضغط هذه، ونشر أيضًا دراسات تحليلية حول الائتمان الزراعي وملكية الأراضي. كانت بنية نبرّة قريبة إلى المثالية في رأيه المتجسد في الملكية الريفية، ووصل تقريبًا إلى الهدف الموضوعي «أن جميع المزارعين كانوا أصحاب ممتلكات»، ودافع عن هيكلية الإيجار لاحقًا في الجمهورية.

## الرئيس
اتخذت الكارلية موقفًا أكثر نشاطًا خلال فترة دكتاتورية داماسو بيرنغير، وذلك على الرغم من الخمول الذي غلب في أوقات الدكتاتورية. أُسِّس المجلس العسكري الجديد في نبرّة، مع عضوية روديزنو، في يونيو 1930 في محاولة لفرض سياسة أكثر حذرًا تجاه القومية الباسكية، وتحويل التركيز من القضايا القانونية إلى القضايا الدينية. كان يمكن لهذه الخطوة أن تكون ذات نتائج عكسية بعد إعلان الجمهورية، إذ قرر الكارليون تشكيل تحالف انتخابي مع الحزب القومي الباسكي سُمِّي أخيرًا باسم «التحالف الكاثوليكي الفويري». مكن التحالف روديزنو، المنتخب من نبرّة، من استئناف مسيرته البرلمانية في عام 1931. كان روديزنو أقل النواب الكارليين تفكيرًا من الباسك في البرلمان الإسباني؛ إذ توقف عن دعم مشروع الحكم الذاتي عندما اتضح أنه لن يسمح بسياسة دينية مستقلة، وبدأ في التلاعب بفكرة قانون نبرّة الحصري.
دافع روديزنو عن المصالحة مع الميليستاس (أتباع المليسمو) في أواخر عشرينات القرن الماضي؛ ورحب كثيرًا بإعادة توحيد ثلاثة تيارات تقليدية في التنظيم الجديد، وهو الاتحاد التقليدي. عُيِّن في أوائل عام 1932 في المجلس العسكري الوطني الأعلى بهدف مساعدة المندوب الرئيسي المريض ماركيز دي فيلوريس. رُشِّح روديزنو رئيسًا للمجلس بعد وفاة ماركيز في مايو من ذلك العام، وأصبح فعليًا الزعيم السياسي الكارلي.
كان روديزنو شديد الحساسية تجاه خطر الثورة، وكان مقتنعًا بأنه لا يمكن للديمقراطية احتوائها. استجاب بحرارة لمزاج القومية الاستبدادية، إذ غطى في رأيه طيفًا واسعًا من نظام موسوليني الفاشي إلى حكومة ماكدونالد الوطنية. عادى العلمانية الجمهورية المتشددة والإصلاح الزراعي بشكل خاص؛ وظل معارضًا شديدًا في البرلمان وتعرض مرة واحدة للزجاج المتطاير في المقابل. ذهب بجولة في البلاد، وتفاخر بأن «قوات الصدمة الكارلية مستعدة للدفاع عن المجتمع ضد التهديد الماركسي». لم يكن من بين أولئك الذين ضغطوا على استراتيجية التمرد، وتجنب التعاون المباشر إدراكًا منه لانقلاب سانخورخو المخطط له، والذي لم يمنعه من مصادرة الممتلكات التي أدارتها الحكومة بعد ذلك.
شددت ولاية روديزنو كقائد على السياسة والدعاية بدلًا من التنظيم والتشدد. يزعم بعض العلماء أن الهياكل المتقادمة للاتحاد، التي تفضل «الاستقلالية الممتعة والفوضوية»، لا يمكن أن تتحمل ثقل الحركة المتنامية ديناميكيًا. أدى ذلك، جنبًا إلى جنب مع الاحتجاج الداخلي ضد التقدم المؤيد للألفونسية و«تكتيكاته العابرة للتدرّج»، إلى بدء تحد كبير. اقترح أنصار التكامل السابقين أن يصبح مانويل فال رئيسًا للمجلس العسكري، فاقترح روديزنو أن يصبح السكرتير الشخصي للمدعي. وافق روديزنو على التنحي عن القيادة في أبريل 1934 عندما قرر دون ألفونسو كارلوس في ذلك الوقت التخلي عن خطط المصالحة الأسرية، وظل الرئيس المحلي من نبرّة.